# Еносбург (Вермонт)
Еносбург (англ. Enosburgh) — місто (англ. town) в США, в окрузі Франклін штату Вермонт. Населення — 2810 осіб (2020).

## Демографія
Згідно з переписом 2010 року, у місті мешкала 2781 особа в 1108 домогосподарствах у складі 757 родин. Було 1271 помешкання
Расовий склад населення:
| - 96,0 % — білих - 1,0 % — корінних американців - 0,4 % — чорних або афроамериканців - 0,4 % — азіатів |

До двох чи більше рас належало 1,8 %. Частка іспаномовних становила 1,3 % від усіх жителів.
За віковим діапазоном населення розподілялося таким чином: 24,0 % — особи молодші 18 років, 60,9 % — особи у віці 18—64 років, 15,1 % — особи у віці 65 років та старші. Медіана віку мешканця становила 40,0 року. На 100 осіб жіночої статі у місті припадало 99,6 чоловіків;  на 100 жінок у віці від 18 років та старших — 100,0 чоловіків також старших 18 років.